# Lamprolophus dentifera
Lamprolophus dentifera är en fjärilsart som beskrevs av Walsingham 1909. Lamprolophus dentifera ingår i släktet Lamprolophus och familjen signalmalar. Inga underarter finns listade i Catalogue of Life.